# Chastel-Nouvel
Chastel-Nouvel is een gemeente in het Franse departement Lozère (regio Occitanie) en telt 626 inwoners (1999). De plaats maakt deel uit van het arrondissement Mende.

## Geografie
De oppervlakte van Chastel-Nouvel bedraagt 31,4 km², de bevolkingsdichtheid is 19,9 inwoners per km².
De onderstaande kaart toont de ligging van Chastel-Nouvel met de belangrijkste infrastructuur en aangrenzende gemeenten.

## Demografie
Onderstaande figuur toont het verloop van het inwonertal (bron: INSEE-tellingen).